# Le Caïd de Champignol
Série
Le Gendarme de Champignol
(1959)
Pour plus de détails, voir Fiche technique et Distribution.
Le Caïd de Champignol est un film français réalisé par Jean Bastia et sorti en 1966.

## Synopsis
Claudius trouve un poulain et le ramène chez son patron. Les hommes qui avaient volé l'animal le recherchent. Claudius le baptise Champignol et l'entraine pour les courses. Devenu adulte, Champignol gagne une course régionale. Mais les voleurs sont là et Claudius est obligé de faire divers travaux pour garder son cheval...

## Fiche technique
- Titre : Le Caïd de Champignol
- Réalisation : Jean Bastia
- Scénario : Jean Bastia et Guy Lionel, d'après une idée de Guillaume Hanoteau
- Dialogues : Guy Lionel
- Photographie : Charly Willy-Gricha
- Musique : Jean Constantin et José Padilla
- Son : Maurice Laroche
- Producteur : J.C. Nelson
- Pays :  France
- Format :  Noir et blanc  - 35 mm - Son mono
- Genre : Comédie
- Durée : 105 minutes
- Date de sortie en salles : 
  - France - 16 mars 1966

## Distribution
- Jean Richard : Claudius Binoche
- Michel Serrault : Hector
- Michel Barbey : le "chef" Patrice
- Martine Sarcey : Madeleine
- Alfred Adam : Antoine
- Clément Michu : Berluron
- Denise Benoît : Juliette
- Robert Rollis : Gustave
- Richard Marsan : Fred
- Albert Michel : un paysan
- Béatrice Altariba : Évelyne
- Gérard Croce : un consommateur
- Christian Brocard : le motocycliste
- Gabriel Gobin : Larivière
- Jacques Préboist : le chauffeur de taxi
- Charley Mills : le comte de Shelton
- Mario David : Tony
- Léon Zitrone : lui-même
- Sylvie Georges
- Henri Labussière : le brigadier
- André Dalibert : le cafetier
- Pierre Duncan : le patron de « Trigano »
- Carlo Nell : le commissaire
- Jean Berton : l'agent de police
- André Tomasi : le jardinier
- André Badin : le jockey
- Marcel Gassouk : un paysan
- Éliane Grault
- Mag-Avril
- René Alié
- Serge Coursan
- Paul Bisciglia
- Arlette Wherly
- Charles Bayard
- Bernard Musson
- Maxime Pialat
- Jean Constantin
- Max Desrau
- Billy Bourbon

## Production

### Lieux de tournage
Le film a été tourné à Senlis, dans l'Oise.